# Nicolas Montigiani
 (mars 2014).
Si vous disposez d'ouvrages ou d'articles de référence ou si vous connaissez des sites web de qualité traitant du thème abordé ici, merci de compléter l'article en donnant les références utiles à sa vérifiabilité et en les liant à la section « Notes et références ».
Nicolas Montigiani (né en 1973) est un journaliste d'investigation, écrivain et photographe français.

## Biographie
Il s'est intéressé notamment aux cercles de culture ou agroglyphes (ouvrage Crop circles : manœuvres dans le ciel, 2003) qu'il attribue, après une enquête de terrain dans le Wiltshire et le Hampshire, à des expérimentations secrètes de l'armée britannique (ballons équipés de lasers/masers). 
Il collabore ensuite avec l'ingénieur du Centre national d'études spatiales (Cnes) Jean-Jacques Velasco à la rédaction de deux ouvrages remarqués où il se montre favorable à l'hypothèse extraterrestre (HET) pour expliquer une petite partie du phénomène ovni (notamment au regard des cas aéronautiques visuel/radar qui trahissent une technologie de loin supérieure aux aéronefs de conception humaine). 
En 2007, après avoir été directeur de collection au sein de plusieurs maisons d'édition, il crée le magazine Science et Inexpliqué, qui étudie de façon sérieuse, pondérée et rationnelle (avec des scientifiques, chercheurs et experts de toutes les disciplines) les phénomènes étranges et réputés « paranormaux ». En 2020, le magazine change de nom et devient Inexpliqué.
En 2010, il est consultant et rédacteur principal du script de l'émission des frères Bogdanov, Ovnis : vérités et illusions, diffusée sur France 2 en janvier 2011.
En 2023, Nicolas Montigiani devient directeur de collection aux éditions de l'Archipel (groupe Editis, Paris), chez JMG éditions (Jean-Michel Grandsire, Agnières) et Talma Studios (Patrick Pasin, Paris).

## Publications
- Crop circles : manœuvres dans le ciel, Chatou, Carnot, « Orbis enigma », 2003.  (ISBN 2-84855-000-7)
- avec Jean-Jacques Velasco, OVNIS. L'Evidence, Chatou - New York, Carnot, « Orbis enigma », 2004.  (ISBN 2-84855-054-6)
- Vestiges sur Mars, Chatou ; New York, Carnot, « Carnot mystère », 2005.  (ISBN 2-84855-115-1)
- Projet Colorado. L'existence des ovnis prouvée par la science, préface de Jean-Jacques Velasco, JMG Éditions, « Science-Conscience », 2006.  (ISBN 2915164711)
- avec Jean-Jacques Velasco, Troubles dans le ciel. Observations extraterrestres (1947-1994), Paris, Presses du Châtelet, 2007.  (ISBN 2845921918)
- Science et Inexpliqué, magazine bimestriel d'investigation scientifique.
- Ovnis, mensonge d'État, préface de Jean-Jacques Velasco, Le Temps Présent, septembre 2011.  (ISBN 978-2351850985).
- Vestiges sur Mars, Le Temps Présent, février 2013.  (ISBN 978-2351851302).
- Inexpliqué, magazine bimestriel d'investigation scientifique sur les phénomènes étranges et paranormaux.